# Гиллис, Эрик
Эрик Гиллис — канадский бегун на длинные дистанции, который специализируется в марафоне. На олимпийских играх 2012 года занял 22-е место с результатом 2:16.00. На Олимпиаде в Пекине выступал в беге на 10 000 метров, на которой занял 33-е место с результатом 29.08,10. В 2003 году на чемпионате мира по кроссу занял 66-е место.
Личный рекорд в марафоне — 2:11,21.